# Teyl
Genre
Synonymes
- Merredinia Main, 1983
- Pseudoteyl Main, 1985

Teyl est un genre d'araignées mygalomorphes de la famille des Anamidae.

## Distribution
Les espèces de ce genre sont endémiques d'Australie. Elles se rencontrent en Australie-Occidentale et au Victoria.

## Liste des espèces
Selon World Spider Catalog (version 25.0, 14/02/2024) :
- Teyl beaufortia Rix, Wilson & Harvey, 2023
- Teyl brydensis Rix, Wilson & Harvey, 2023
- Teyl caurinus Rix, Wilson & Harvey, 2023
- Teyl damsonoides (Main, 1983)
- Teyl danksi Rix, Wilson & Harvey, 2023
- Teyl faceyi Rix, Wilson & Harvey, 2023
- Teyl harveyi Main, 2004
- Teyl heuretes Huey, Rix, Wilson, Hillyer & Harvey, 2019
- Teyl howensis Rix, Wilson & Harvey, 2023
- Teyl humphreysi Rix, Wilson & Harvey, 2023
- Teyl ignicans Rix, Wilson & Harvey, 2023
- Teyl kwonganensis Rix, Wilson & Harvey, 2023
- Teyl lengae Rix, Wilson & Harvey, 2023
- Teyl loxleyae Rix, Wilson & Harvey, 2023
- Teyl luculentus Main, 1975
- Teyl melindae Rix, Wilson & Harvey, 2023
- Teyl meridionalis Rix, Wilson & Harvey, 2023
- Teyl nadineae Rix, Wilson & Harvey, 2023
- Teyl narrikupensis Rix, Wilson & Harvey, 2023
- Teyl regalis Rix, Wilson & Harvey, 2023
- Teyl safferae Rix, Wilson & Harvey, 2023
- Teyl sampeyae Rix, Wilson & Harvey, 2023
- Teyl tealei Rix, Wilson & Harvey, 2023
- Teyl undulites Rix, Wilson & Harvey, 2023
- Teyl vancouveri (Main, 1985)
- Teyl walkeri Main, 2004
- Teyl yeni Main, 2004

## Systématique et taxinomie
Ce genre a été décrit par Main en 1975 dans les Dipluridae. Il est placé dans les Nemesiidae par Raven en 1985 puis dans les Anamidae par Opatova et al. en 2020.
Merredinia et Pseudoteyl ont été placés en synonymie par Harvey, Hillyer, Main, Moulds, Raven, Rix, Vink et Huey en 2018.

## Publication originale
- Main, 1975 : « The citrine spider: a new genus of trapdoor spider (Mygalomorphae: Dipluridae). » Western Australian Naturalist, vol. 13, no 4, p. 73-78.